# Anton Kouznetsov
Pour les articles homonymes, voir Kouznetsov.
Œuvres principales
Le Russe sans douleur (méthode)
Répertoire
Nicolas Gogol
Alexandre Pouchkine
Vladimir Nabokov
Scènes principales
Théâtre de l'Odéon
Théâtre dramatique de Saratov
MC93 Bobigny
Théâtre de l'Union de Limoges
 Théâtre de Chelles
Anton Kouznetsov, (russe : Антон Валерьевич Кузнецов), né le 20 juillet 1967 à Saratov (Région économique de la Volga) et mort le 10 juin 2013 à Aixe-sur-Vienne en France, est un acteur et metteur en scène russe.

## Biographie

### Formation et débuts
Issu d'une famille de militaire, Anton Kouznetsov naît et grandit à Saratov, une ville portuaire sur le bord de la Volga d'un million d'habitants, spécialisée dans l'industrie d'armement de pointe de l'Union soviétique et fermée aux étrangers de 1945 à 1983. Enfant fragile et souvent malade, Anton Kouznetsov découvre le théâtre russe à travers les lectures que lui fait son père.
Il commence ses études de théâtre au Conservatoire de Saratov, puis entre en 1989 à l'Académie nationale de théâtre de Saint-Pétersbourg, dans la classe de Lev Dodine, comme élève acteur et élève metteur en scène.

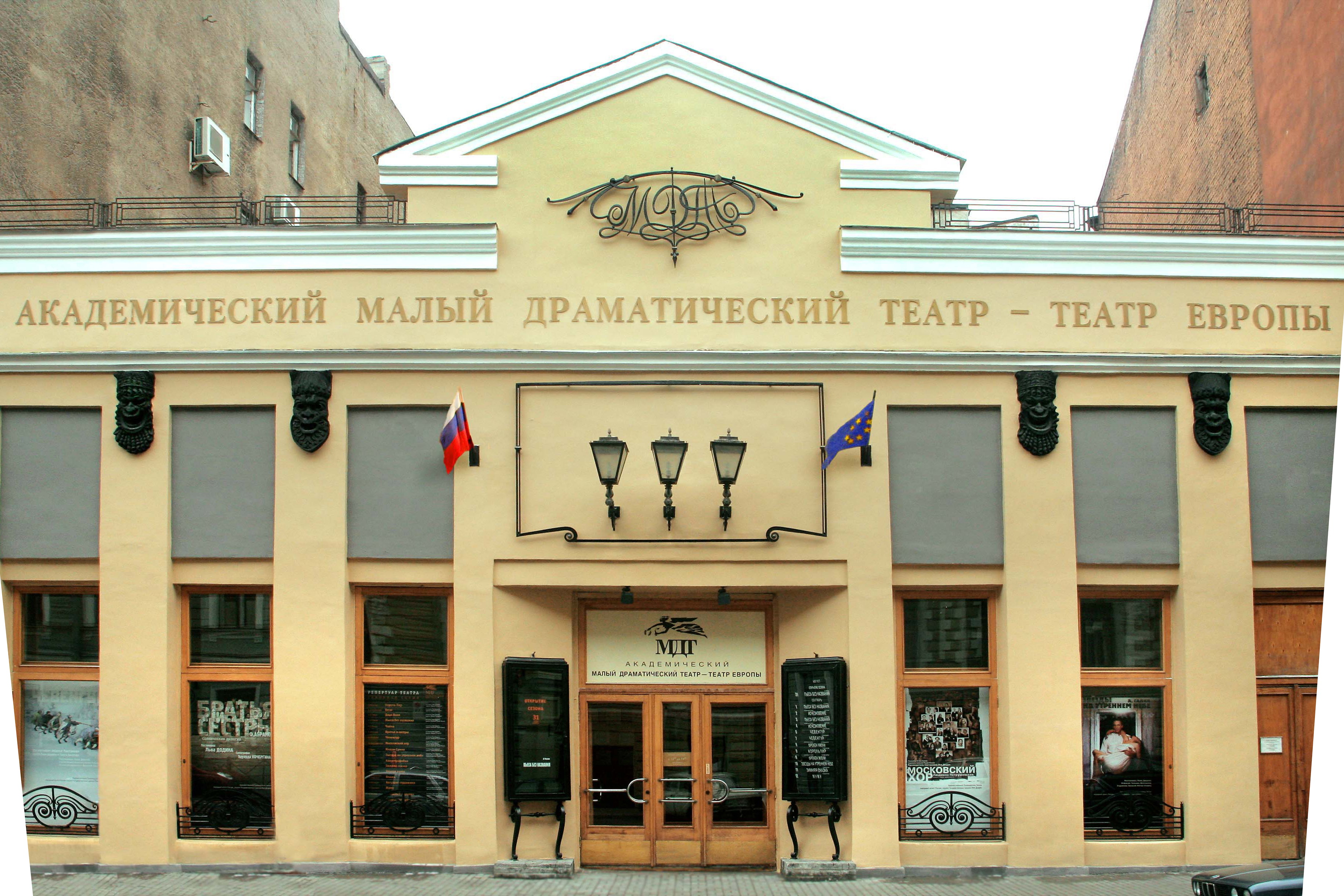
Maly Drama Théâtre de Saint-Pétersbourg

Jouée en 1991 au Maly Drama Théâtre de Saint-Pétersbourg la pièce Gaudeamus d'après le roman de Sergueï Kalédine, dans une mise en scène de Lev Dodine part en tournée européenne dans le cadre du Festival de l'union des théâtres créé en 1990 par Jack Lang et Giorgio Strehler. La pièce a pour sujet l'effondrement de l'Union soviétique via la vie quotidienne d'un bataillon de jeunes soldats de l'Armée rouge. La mise en scène de Lev Dodine, également directeur du Maly Drama Théâtre, considéré comme l'un des metteurs en scène du renouveau du théâtre russe en portant sur scène des textes contemporains et engagés, séduit le public et la critique française. Pour Le Nouvel Observateur : « Anton Kouznetsov était l’un des jeunes acteurs du spectacle, mais tous étaient jeunes, plein de talent et d’allant, chantant, dansant, faisant les cent coups, dénonçant au passage et avec une ironie trempée dans le music-hall, les travers d’un pays dur et chaleureux à la fois, infect et sublime, une Russie qui sortait non sans mal de la gangue du soviétisme bien plus épaisse que l’on ne pensait, et de la guerre en Afghanistan. C’était au tout début des années 90, avant la Tchétchénie, avant Poutine »,. La pièce est jouée en France et l'acteur décide de s'y installer. Il apprend le français et devient l'assistant de Lluis Pasqual et de Georges Lavaudant au Théâtre de l'Odéon à Paris.

### En France:Théâtre de l'Odéonet la compagnie Babel (1994-1997)
Dès 1994, il assiste Lluís Pasqual dans les mises en scène de : Les Estivants de Maxime Gorki, Roberto Zucco de Bernard-Marie Koltès, traduit en russe, avec les acteurs russes de la troupe du Maly Drama Théâtre et Le Livre de Spencer d'après Christopher Marlowe. En 1997, Anton Kouznetsov assiste le nouveau directeur du théâtre de l'Odéon Georges Lavaudant dans Reflets de Jean-Christophe Bailly, Jean-François Duroure et Michel Deutsch, traduit en russe. Puis l'année suivante il assiste le metteur en scène Patrick Sommier qui a dirigé de nombreux projets de théâtre franco-russes entre Moscou et Paris. Ils montent Morphine de Mikhaïl Boulgakov au Théâtre national de Strasbourg avec Yann Collette dans le rôle principal.

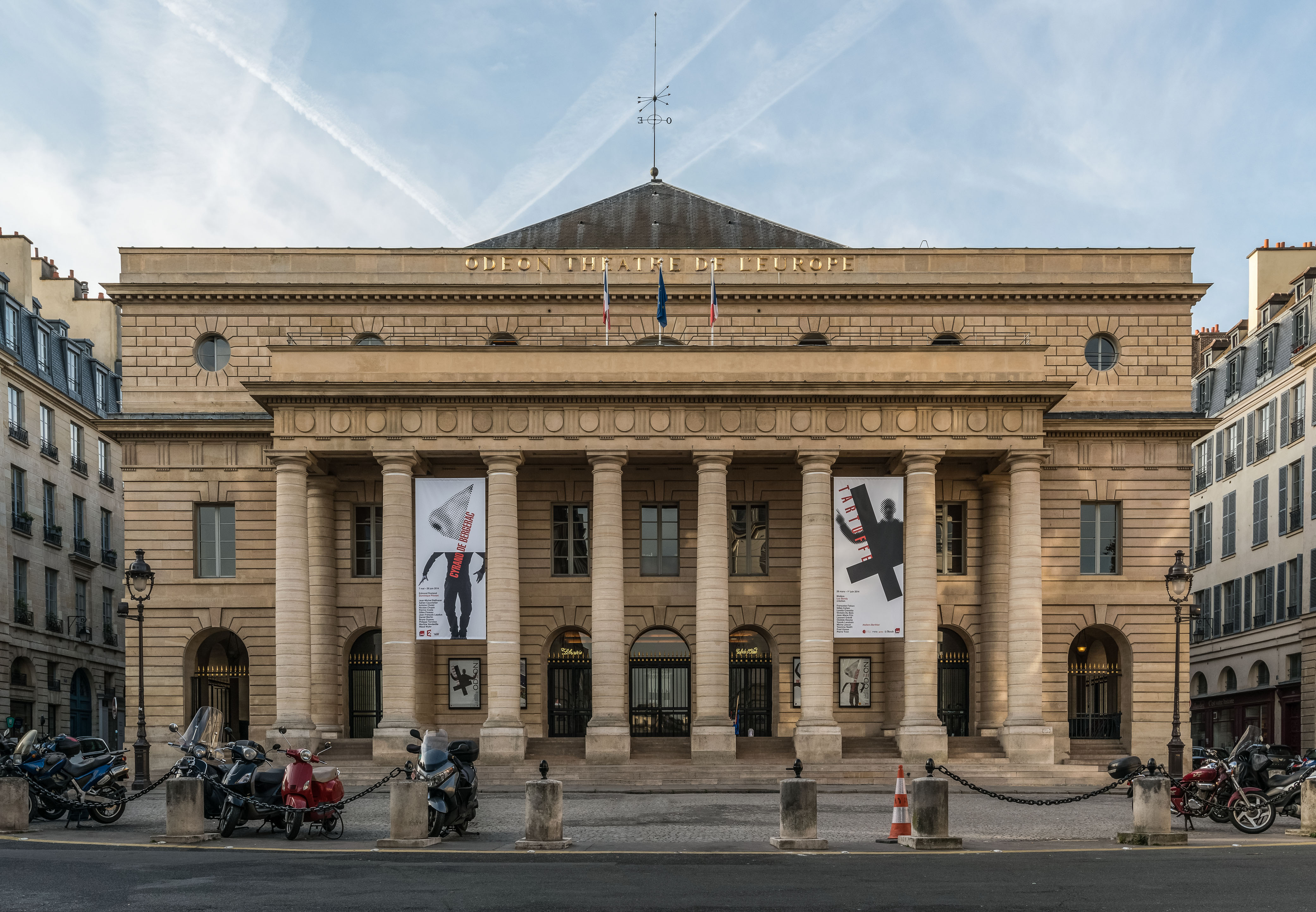
Théâtre de l'Odéon
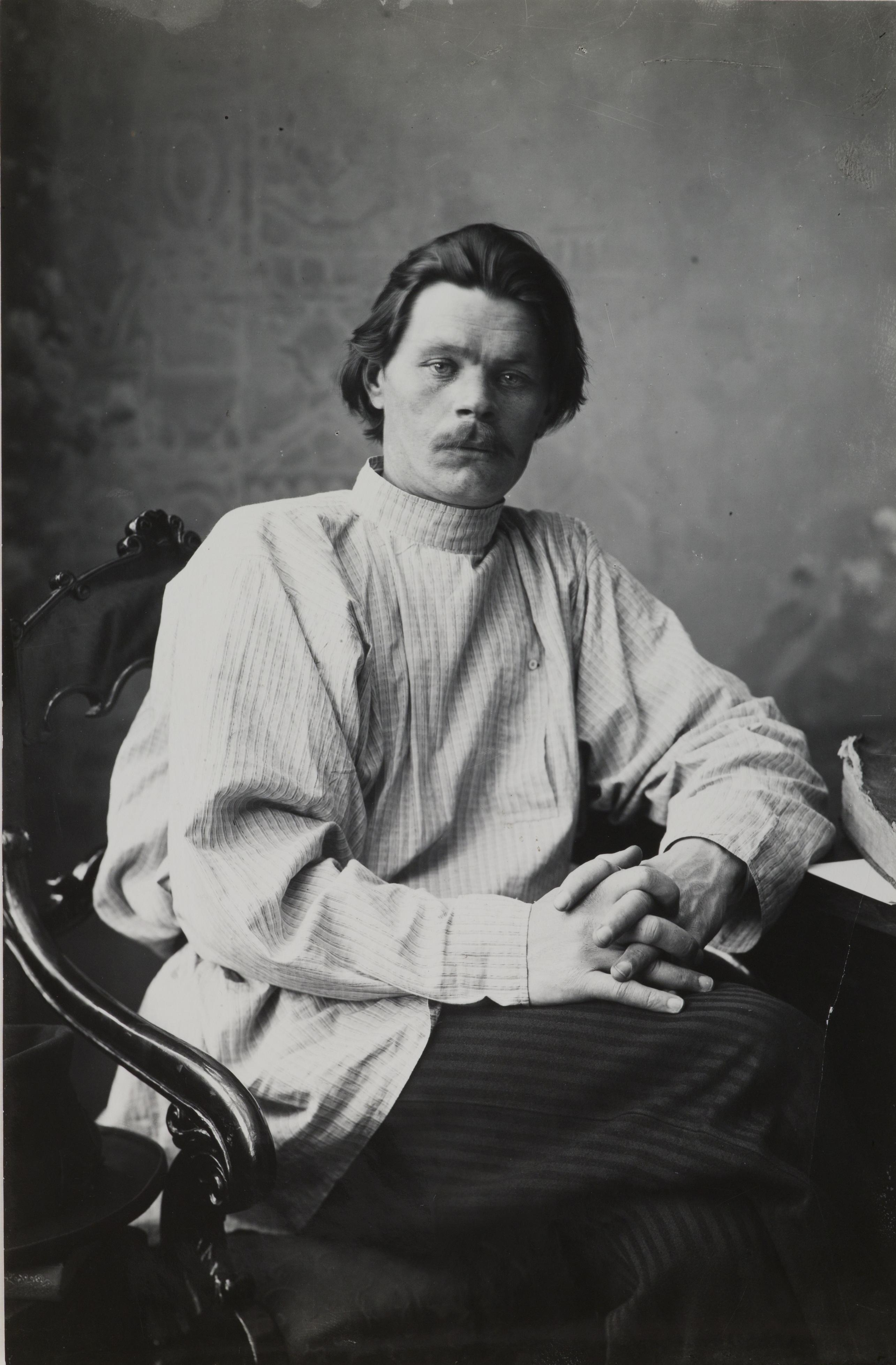
Maxime Gorki
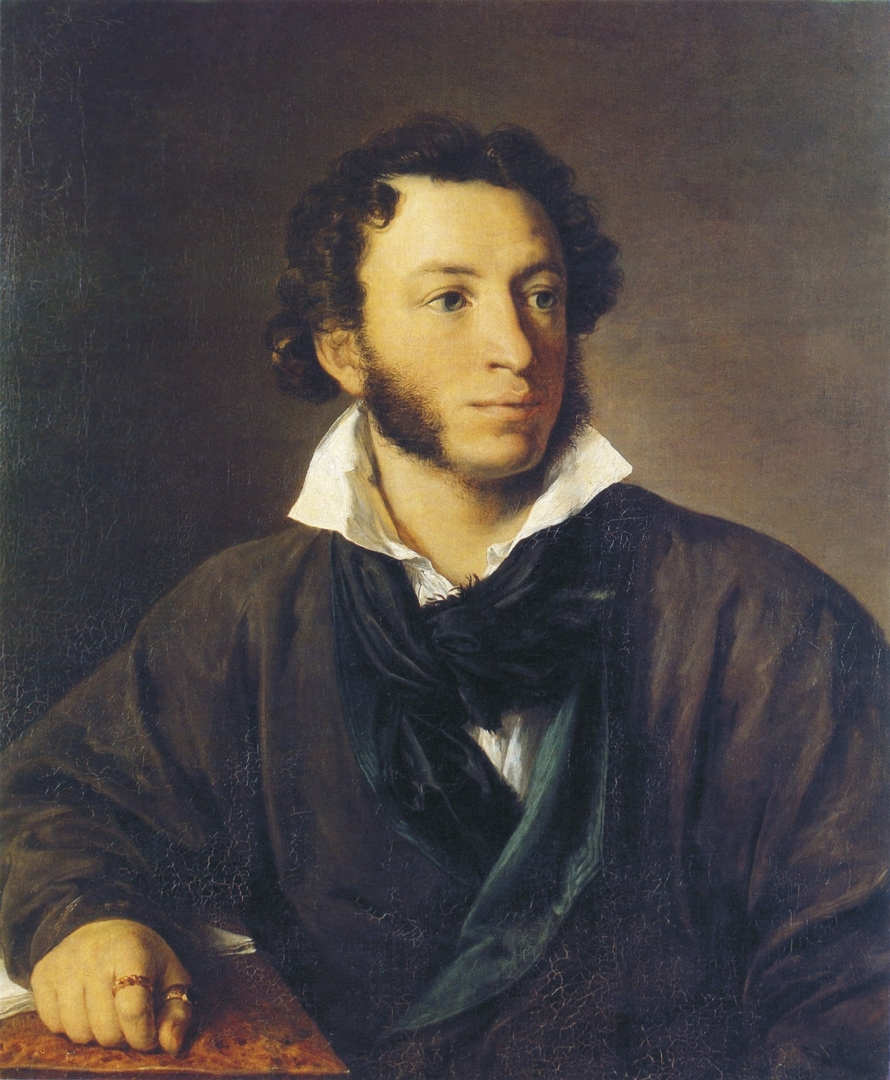
Portrait d'Alexandre Pouchkine (1827) par Vassili Tropinine
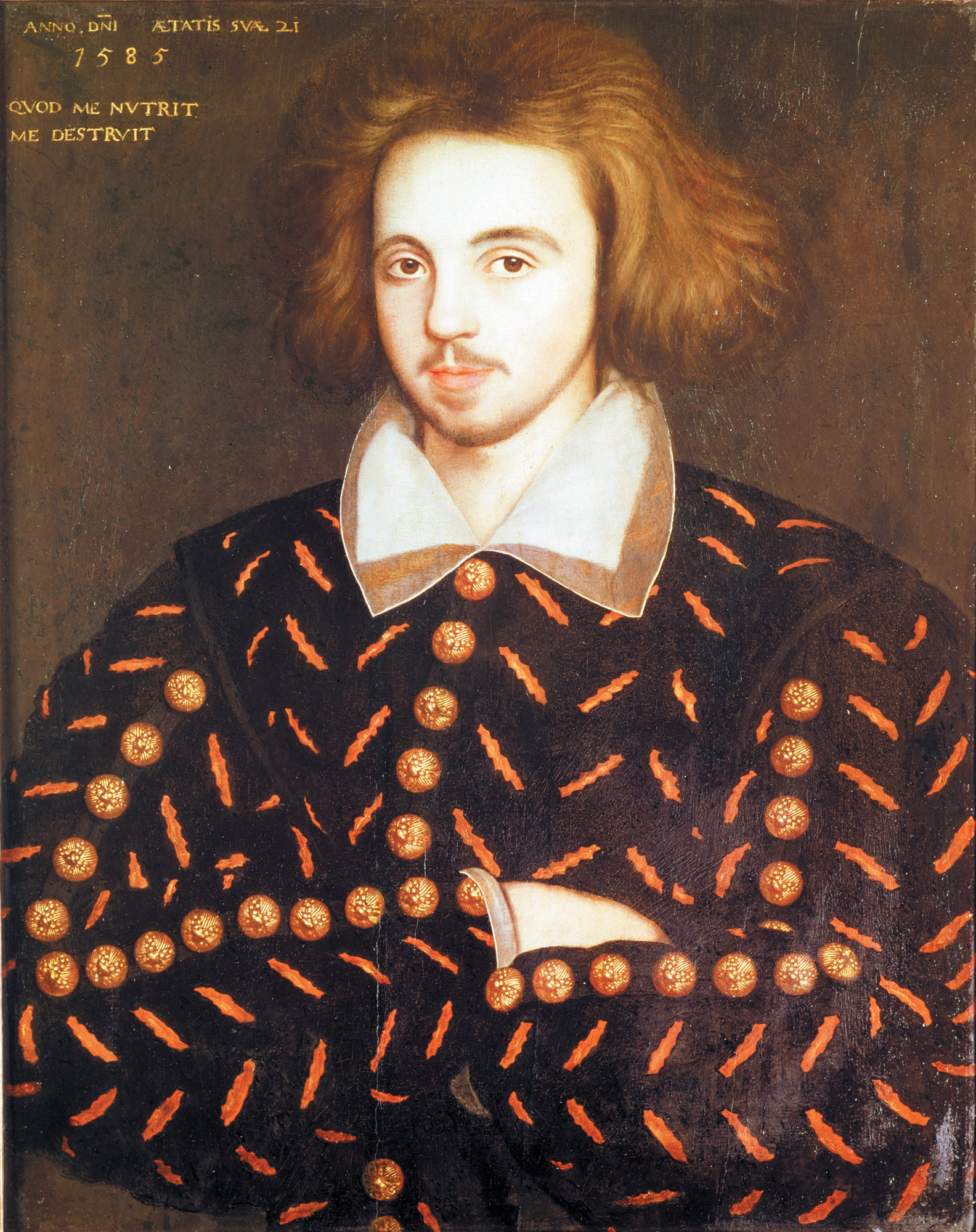
Christopher Marlowe

En 1995, Anton Kouznetsov crée la compagnie Babel et monte ses propres spectacles. Il souhaite « vivre entre la France et la Russie, [et] créer un pont entre les deux théâtres ». Il met en scène les Petites Tragédies de Pouchkine notamment au Festival de Dijon. Pour Libération : « Anton Kouznetsov fait preuve d'un métier déjà très sûr. Ces petites pièces, il les connaît par cœur en russe; les montant en français, il semble les redécouvrir dans toute leur étrangeté. D'une simplicité classique, sa mise en scène et sa direction d'acteurs allient pertinence et précision. Des chants russes, chantés en russe par les acteurs français, disent le lieu exact de ce travail entre deux langues ».
Viennent ensuite Chambre obscure d'après Vladimir Nabokov et Babel d'après Isaac Babel dont il cosigne les adaptations.

### Directeur artistique duThéâtre national de Saratov(1998-2005)
En 1998 Anton Kouznetsov quitte la France pour revenir à Saratov. Alors qu'il monte Les Bas-fonds d'après Maxime Gorki (coproduite par la ville française de Corbeil-Essonnes), le directeur administratif du Théâtre dramatique de Saratov, Félix Aronts, lui propose le poste de directeur artistique. Anton Kouznetsov devient ainsi à 31 ans, le plus jeune directeur artistique d'un théâtre d'État de Russie. Le théâtre fondé au XIXe siècle est considéré comme une mini-Comédie-Française avec une troupe d'une trentaine de comédiens, « avec 24 représentations par mois et une quinzaine de spectacles inscrits au répertoire. Il en a presque le personnel qualifié: 170 personnes avec un bataillon de couturières, un atelier pour le fer, un autre pour le bois, plusieurs perruquiers, un cordonnier hors pair, etc. Mais ce n'est pas Broadway. Le budget n'est plus que (mal) financé par la région, l'Etat promet et ne verse quasiment rien, la hausse du prix des matériaux n'a rien arrangé ».

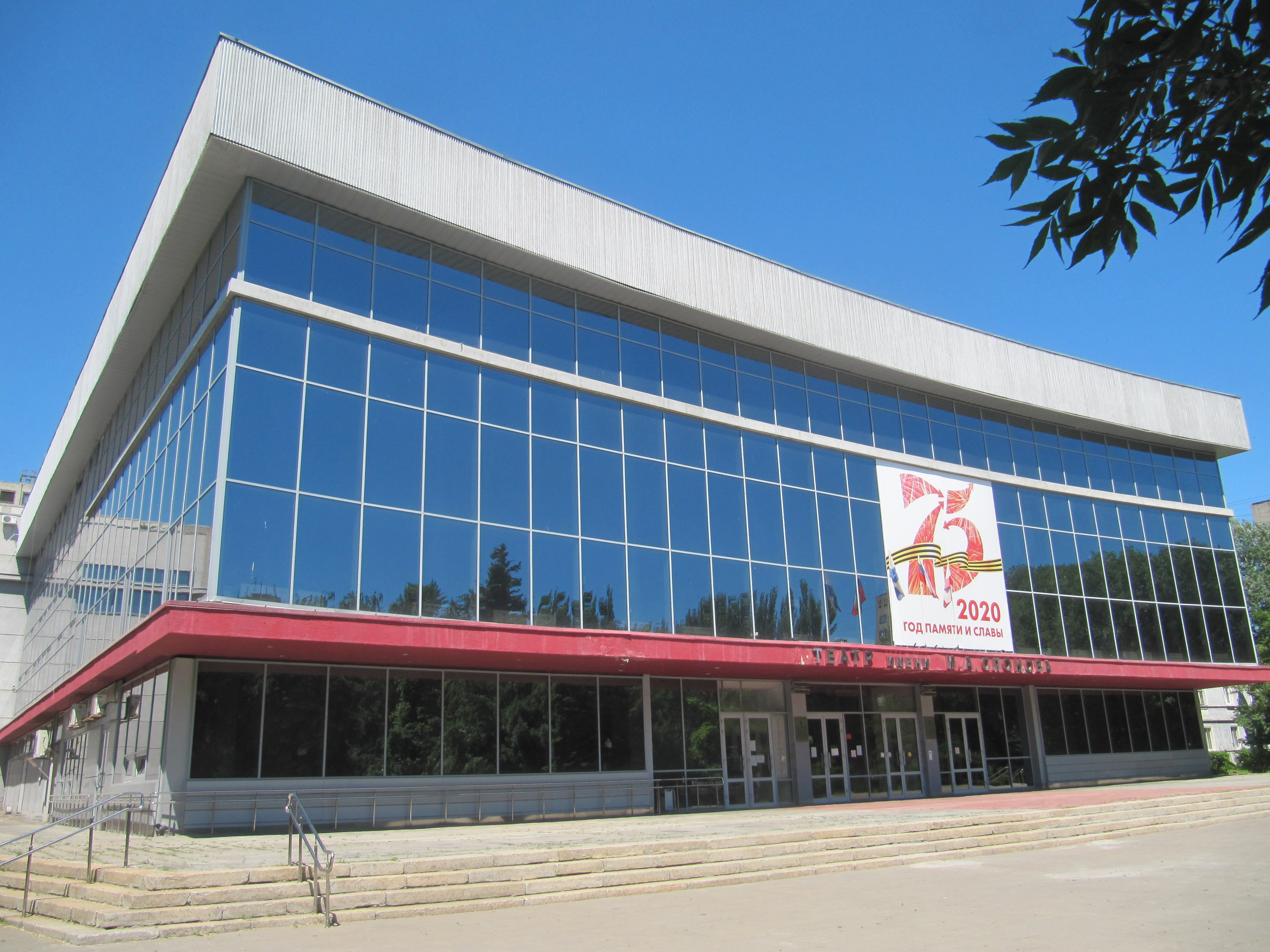
Théâtre national de Saratov
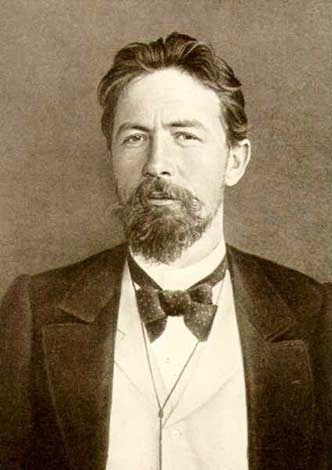
Anton Tchekhov
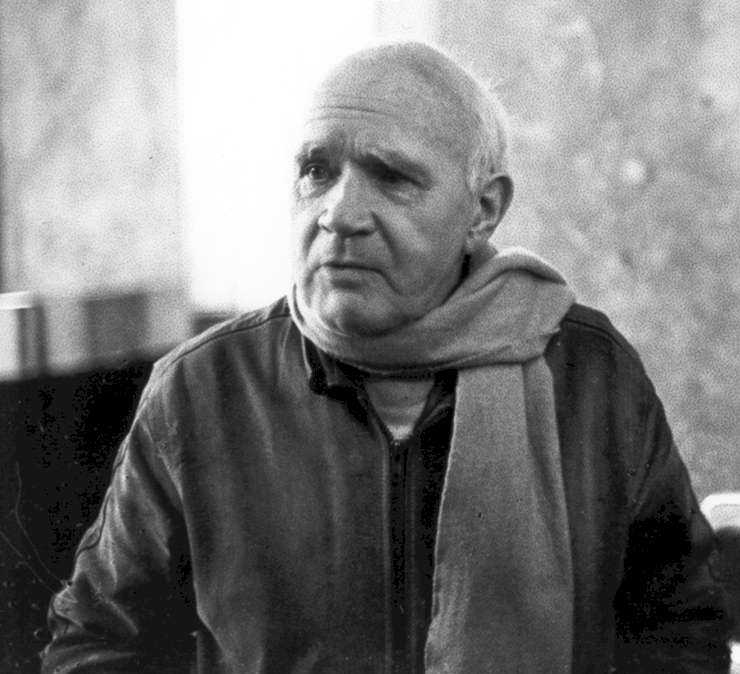
Jean Genet
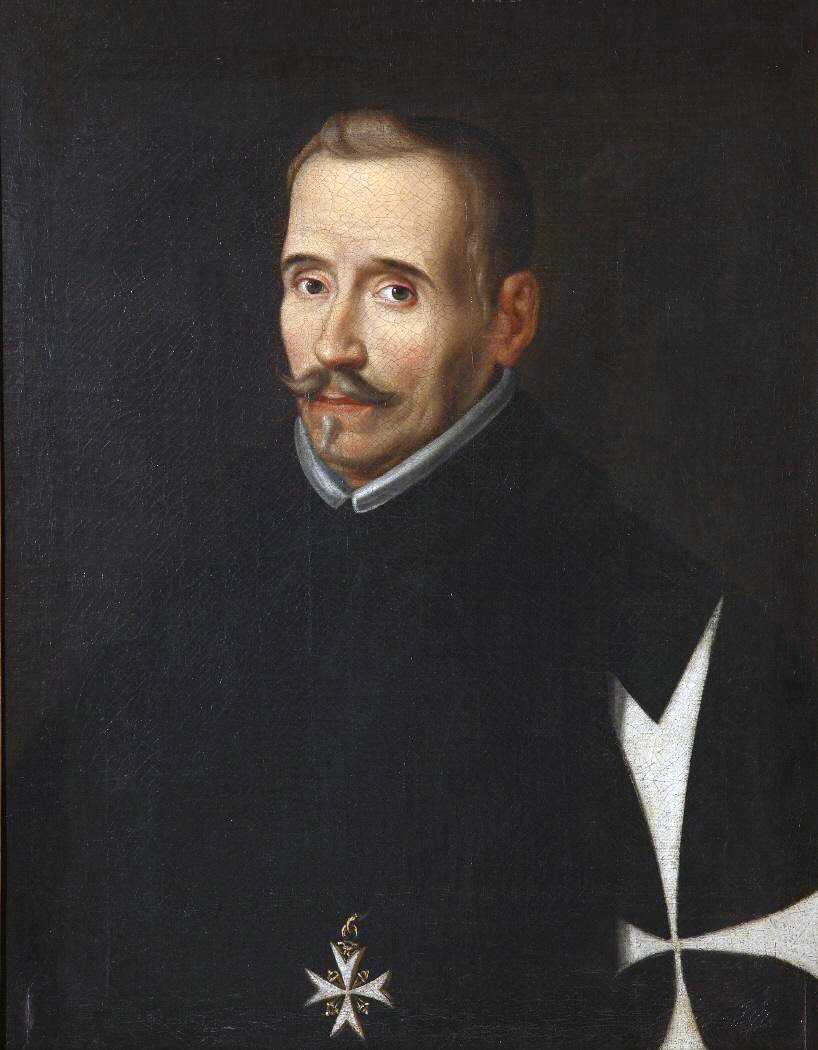
Lope de Vega

Dès 2000, il dirige une promotion d’élèves comédiens et metteurs en scène au Conservatoire National de Saratov et invite des spectacles et des artistes français. Il met en scène notamment : Les Bas-fonds d'après Maxime Gorki, Monsieur de Maupassant d'après Guy de Maupassant, La Discrète amoureuse d'après Lope de Vega, Sexe, Mensonges et Vidéo d'après Steven Soderbergh, Le Duel d'après Anton Tchekhov, La Cagnotte de Eugène Labiche. Les grandes tournées européennes ayant disparu faute de financement, le théâtre de Saratov est toutefois toujours invité en France et notamment en  2002 au Festival « Passages » de Nancy pour y présenter Splendid's de Jean Genet et Le Concours d’Alexandre Galine : « Une comédie de mœurs. Un regard surtout sur la Russie d'aujourd'hui, ses frustrations, ses peurs, ses désillusions. Sur la situation des femmes dans une société qui ne fut jamais tendre à leur égard et ne leur laisse de choix, maintenant comme hier, qu'entre l'image de la prostituée et celle de l'icône sublimée à l'heure des années Poutine et des valeurs commercialisées... »,.
En 2003 la politique du gouvernement change avec l'arrivée de Vladimir Poutine qui prône l'identité nationale, censure la programmation du théâtre en interdisant notamment les auteurs homosexuels et privatise le lieu devenu grâce aux travaux de rénovation d'Anton Kouznetsov une cible commerciale.
Malgré des manifestations, le metteur en scène menacé de mort, est licencié et quitte Saratov en 2005. Il revient en France et son théâtre est alors fermé et son école dissoute.

### Exil en France (2006-2013)
De retour en France, Anton Kouznetsov crée avec son épouse Véra Ermakova la compagnie DOM. Il évoque son enfance dans la pièce Le Russe sans douleur (méthode), accompagné par trois autres comédiens (Véra Ermakova, Anna-Elisa Pieri et Philippe Suberbie) : « l'histoire d'un garçon russe né dans une ville fermée, « secret défense » sur la Volga. Dans les années soixante-dix, époque Brejnev, le garçon découvre le monde et la France par la lecture, son seul moyen de voyager. Dix ans plus tard, années quatre-vingt, époque Gorbatchev, c'est la Perestroïka, le monde imaginaire enfin accessible. « Le Russe sans douleur » est une méthode d'apprentissage des différences »,. Il met en scène également Kachtanka d'après Anton Tchekhov et Graffitis d'après Julio Cortázar sur le traumatisme de la dictature argentine avec des acteurs du Théâtre de Chelles.
Anton Kouznetsov enseigne dans plusieurs écoles françaises de théâtre et devient en 2009 responsable pédagogique de l’Académie-École professionnelle supérieure de théâtre du Limousin, à Limoges.

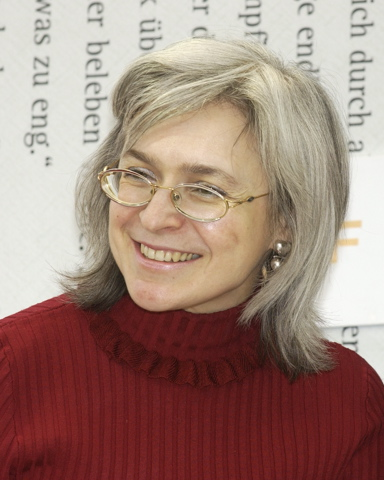
Anna Politkovskaïa
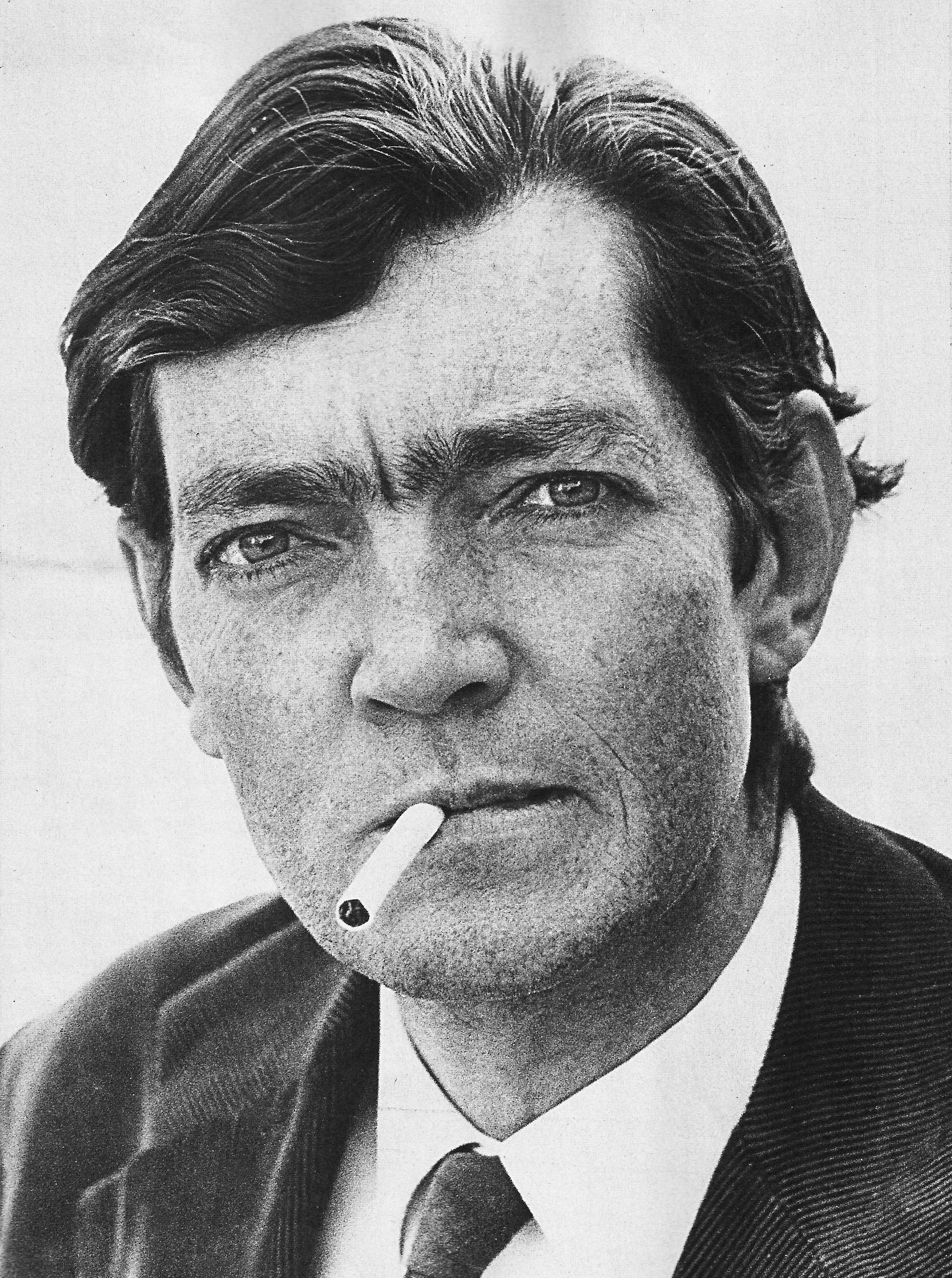
Julio Cortázar
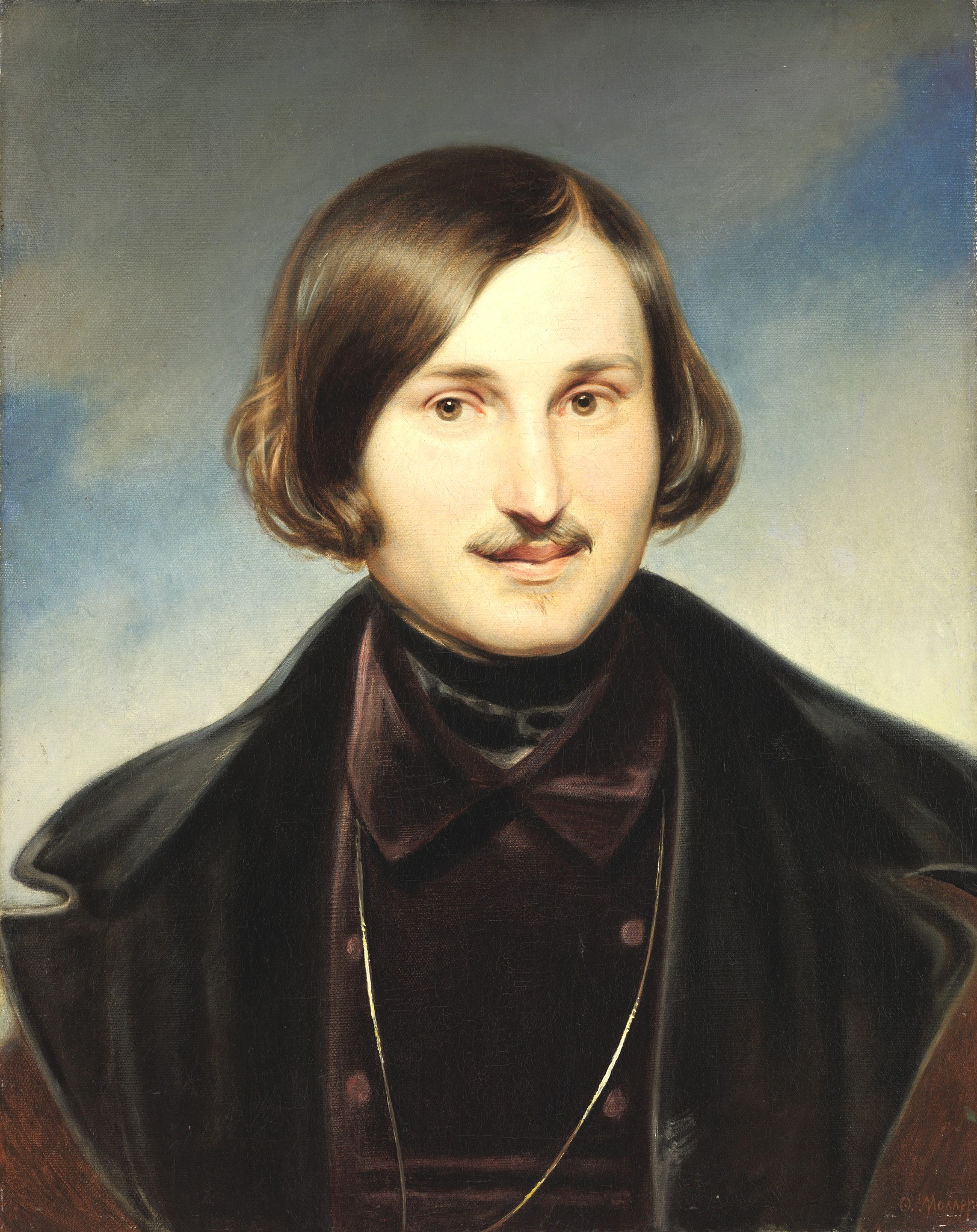
Portrait de Nicolas Gogol en 1840 par Otto Friedrich von Möller
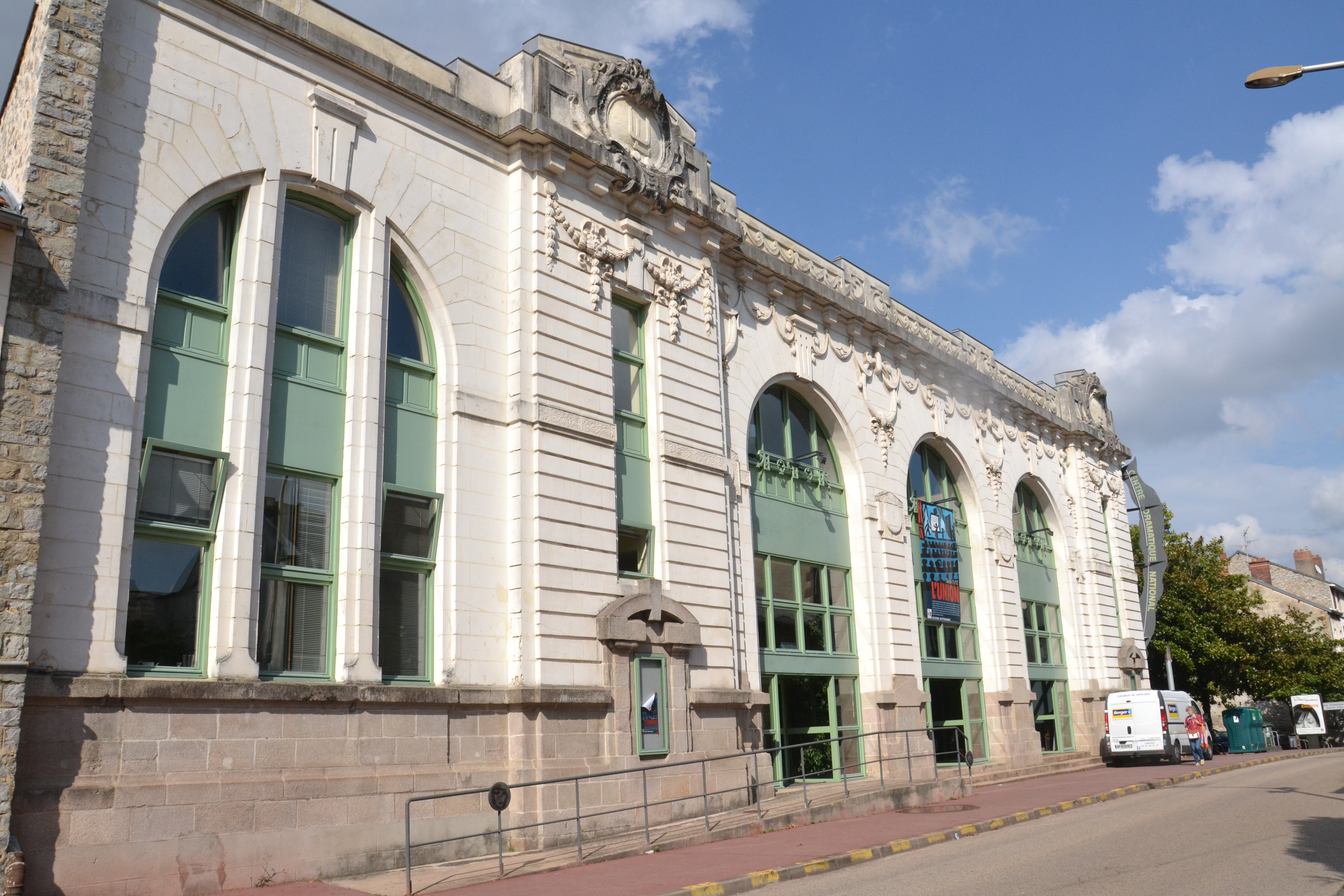
Théâtre de l'Union de Limoges

En 2010, il adapte au MC93 Bobigny, dirigé par Patrick Sommier, son ami depuis 1992, le roman de Nicolas Gogol, Les Âmes mortes avec les comédiens Hervé Briaux, Véra Ermakova et Laurent Manzoni, l'histoire de Tchichilkov, un escroc qui rachète les âmes des serfs morts pour toucher des indemnités financières.
Avec le Théâtre de l'Union de Limoges, il monte Femme non rééducable-Mémorandum théâtral sur Anna Politkovskaïa de Stefano Massini, une pièce écrite d'après les textes, interviews et enquêtes de la journaliste d’opposition russe Anna Politkovskaïa assassinée en 2006. Le titre « est issu d’une circulaire écrite en 2005 par Valfislav Surkov, le collaborateur de Poutine, dans laquelle il explique que les ennemis de l’état se divisent en deux catégories ; les ennemis avec lesquels on peut raisonner et ceux avec qui on ne peut pas, ces derniers sont "non rééducables". Un an plus tard, le 7 octobre 2006, Anna Politkovskaïa était assassinée devant son ascenseur ». Pour Anton Kouznetsov : « Aujourd'hui, si on demande à n'importe quel Russe dans la rue pourquoi la journaliste Anna Politkovskaïa a été assassinée, il répondra : parce qu’elle a dit la vérité. Chacun sait fort bien que, dans ce pays, en disant la vérité, on risque sa vie! ».
En 2013, il adapte trois nouvelles de Nicolas Gogol (La Nuit juste avant Noël, Vij et La Brouille des deux Ivan) dans le spectacle Histoires diaboliques, toujours avec le théâtre de Limoges avec lequel il est artiste associé. « Dans les trois nouvelles que j'ai retenues, c'est le diable, le mal, qui mène la danse. Gogol y brosse le tableau d'une Russie où chacun pense pouvoir accéder au bonheur en faisant appel à lui. Cette critique sociale reste cruellement d'actualité en Russie » déclare Anton Kouznetsov. Gogol dans sa nouvelle Vij démontre que les Russes se tournent vers l'orthodoxie, par peur. Kouznetsov y trouve un écho avec la société actuelle : « Depuis la perestroïka, l'orthodoxie est revenue en force en Russie. Son danger tient au fait qu'elle est très liée au pouvoir. Dans une société mafieuse où l'argent est roi, elle sert de nouvelle idéologie. Elle conforte l'intolérance. » Et le metteur en scène de rappeler la prison comme peine infligée aux jeunes filles du groupe Pussy Riot, à la suite de leur prière punk anti Poutine dans une église de Moscou. Il évoque aussi les lois homophobes instaurées dans le pays ».
Anton Kouznetsov meurt à son domicile la nuit du 10 juin 2013 à Aixe-sur-Vienne à l'âge de 45 ans,.

## Théâtre

### Comédien
- 1991-1992 : Gaudeamus d'après Sergueï Kalédine, mise en scène Lev Dodine, Saint-Pétersbourg, tournée européenne (Théâtre national de Nice, Théâtre national de Strasbourg, MC93 Bobigny)
- 1994 : Les Estivants de Maxime Gorki, mise en scène Lluís Pasqual, Théâtre de l'Odéon
- 1994 : Claustrophobia de Vladimir Sorokine et Lioudmila Oulitskaïa, mise en scène Lev Dodine, Théâtre national de Strasbourg, MC93 Bobigny
- 2000 : Le Mariage de Figaro de Beaumarchais, mise en scène Igor Konyaev, Saint-Pétersbourg
- 2007 : Le Russe sans douleur (méthode), mise en scène Anton Kouznetsov, MC93 Bobigny, tournée

### Metteur en scène
- 1995 : Les petites tragédies d'Alexandre Pouchkine, Dijon
- 1996 : Chambre obscure d'après Vladimir Nabokov, adaptation Anton Kouznetsov, Théâtre de l'Odéon, tournée
- 1997 : Babel, Cavalerie rouge et autres récits d'après Isaac Babel, adaptation Laurent Lejop, Anton Kouznetsov, Dijon
- 1998 : Les Bas-fonds d'après Maxime Gorki, Théâtre dramatique de Saratov
- 1998 : Berendei d'après Venedikt Erofeïev et Alexeï Slapovski, Saratov
- 1998 : Dans la tourmente de Marina Tsvetaïeva, Saratov
- 1999 : Monsieur de Maupassant d'après Guy de Maupassant, adaptation Anton Kouznetsov, Saratov
- 1999 : La Discrète amoureuse d'après Lope de Vega, Saratov
- 1999 : Sexe, Mensonges et Vidéo d'après Steven Soderbergh, Moscou
- 2000 : Le Concours d’Alexandre Galine, Saratov, Théâtre du Nord de Lille, Théâtre Public de Montreuil
- 2000 : Splendid's de Jean Genet, Saratov
- 2001 : Une longue vie heureuse de Guennadi Chpalikov
- 2002 : Les Rêveurs d’Alexandre Ostrovski, Saratov
- 2002 : La Reine des neiges de Evgueni Schwartz, Saratov
- 2004 : Le Duel d'après Anton Tchekhov, Saratov
- 2004 : La Cagnotte de Eugène Labiche, Saratov
- 2005 : Ici, les aubes sont plus douces de Boris Vassiliev, Saratov
- 2006 : Saratov / Sarat-off, Le Préau (Vire), Montpellier,	Fécamp
- 2006 : Notre Pouchkine d'après Alexandre Pouchkine, Le Préau (Vire), Montpellier, Fécamp
- 2007 : Le Russe sans douleur (méthode), MC93 Bobigny, tournée
- 2008 : Kachtanka d'après Anton Tchekhov, traduction d'André Markowicz et Françoise Morvan, Théâtre de Chelles, MC93 Bobigny
- 2008 : Graffitis d'après Julio Cortázar, Théâtre de Chelles
- 2010 : Les Âmes mortes d'après Nicolas Gogol, traduction d'André Markowicz, adaptation Anton Kouznetsov, Laurent Lejop, Théâtre de Chelles, MC93 Bobigny, tournée
- 2010 : Femme non rééducable-Mémorandum théâtral sur Anna Politkovskaïa d'après Stefano Massini, tournée
- 2013 : Histoires diaboliques d'après les nouvelles Vij et La Brouille des deux Ivan de Nicolas Gogol, adaptation Anton Kouznetsov, Laurent Lejop, Théâtre de l'Union de Limoges, Théâtre de Chelles, MC93 Bobigny, tournée
- 2014 : Le Vol suspendu, mise en scène avec Véra Ermakova, tournée

## Filmographie

### Cinéma
- 1997 : Clandestins de Denis Chouinard et Nicolas Wadimoff
- 2000 : Mondialito de Nicolas Wadimoff

### Télévision
- 2010 : Carlos, série d'Olivier Assayas
- 2010 : Équipe médicale d'urgence, série
- 2012 : Interpol série de Franck Ollivier

## Distinctions

### Récompenses
- 2000 : Arlequin d'or pour la mise en scène de Berendey
- 2003 : Golden Arlequin pour la mise en scène de Une longue vie heureuse[20]

### Décorations
- Chevalier de l'ordre des Palmes académiques (2003[21])
- artiste émérite de la fédération de Russie (2004[21])